# 馬希·卡歷
馬希·卡歷（1992年03月05日—），波斯尼亞和黑塞哥維那足球運動員，出生於波黑薩拉熱窩，司職進攻中場。

## 球員生涯
2018年8月14日，馬希卡歷遠赴香港加盟甲組球會愉園。
2019年10月20日，愉園主場出戰港超聯賽，對手為香港飛馬，馬希卡歷是役取得其首個港超入球。

## 外部連結
- Mahir Karic （页面存档备份，存于）
- Mahir Karic （页面存档备份，存于）
- HKFA （页面存档备份，存于）